# Баиловская коса
Баиловская коса (азерб. Bayıl dili) — коса на юге города Баку, в Азербайджане.
Коса расположена к востоку от одноимённого мыса. Длина косы составляет около 3 км, ширина — около 850 м и сужается по мере отдаления от суши. Баиловская коса отделяет западную часть Бакинской бухты от остальной части Каспийского моря.
Коса сильно удлинилась в 1950-е годы.